# (212929) Satovski
(212929) Satovski est un astéroïde de la ceinture principale.

## Description
(212929) Satovski est un astéroïde de la ceinture principale. Il fut découvert le 15 janvier 2008 par l'observatoire astronomique Engelhardt. Il présente une orbite caractérisée par un demi-grand axe de 2,64 UA, une excentricité de 0,17 et une inclinaison de 9,0° par rapport à l'écliptique.

## Compléments